# Octavarium
Octavarium je osmi studijski album progresivnog metal sastava Dream Theater.

## Popis pjesama
| Br. | Skladba | Tekstopisac                                                                  | Skladatelj    | Trajanje |
| --- | --- | ---------------------------------------------------------------------------- | ------------- | -------- |
| 1.  | »The Root of All Evil" - VI. "Ready" - VII. "Remove«                                                                         | Mike Portnoy                                                                 | Dream Theater | 8:25     |
| 2.  | »The Answer Lies Within« | John Petrucci                                                                | Dream Theater | 5:33     |
| 3.  | »These Walls« | Petrucci                                                                     | Dream Theater | 7:36     |
| 4.  | »I Walk Beside You« | Petrucci                                                                     | Dream Theater | 4:29     |
| 5.  | »Panic Attack« | Petrucci                                                                     | Dream Theater | 8:13     |
| 6.  | »Never Enough« | Portnoy                                                                      | Dream Theater | 6:46     |
| 7.  | »Sacrificed Sons« | James LaBrie                                                                 | Dream Theater | 10:42    |
| 8.  | »Octavarium" - I. "Someone Like Him" - II. "Medicate (Awakening)" - III. "Full Circle" - IV. "Intervals" - V. "Razor's Edge« | LaBrie, Petrucci, Portnoy - Petrucci - LaBrie - Portnoy - Portnoy - Petrucci | Dream Theater | 24:00    |

## Izvođači
- James LaBrie – vokali
- John Petrucci – gitara
- John Myung – bas-gitara
- Mike Portnoy – bubnjevi, prateći vokali
- Jordan Rudess – klavijature

## Vanjske poveznice
- Službene stranice Dream Theatera  Arhivirana inačica izvorne stranice od 15. prosinca 2009. (Wayback Machine) - album Octavarium